# Bernard Diomède
Bernard Diomède (født 23. januar 1974 i Saint-Doulchard, Frankrig) er en tidligere fransk fodboldspiller, der spillede som midtbanespiller i en række franske klubber, samt for Liverpool F.C. i Premier League. Han blev desuden verdensmester med Frankrig i 1998.

## Klubkarriere
Diomède startede sin karriere i 1992 hos AJ Auxerre i den franske Ligue 1, hvilket også var klubben han opnåede sine største succeser med, da han i 1996 var med til at sikre holdet The Double, sejre i Ligue 1 og Coupe de France. Efter at have tilbragt otte år i Auxerre blev han i 2000 solgt til Liverpool F.C.
Opholdet i Premier League blev ikke den store succes for Diomède, der kun nåede to ligakampe for Liverpool, og som også blev udlejet til AC Ajaccio i sit hjemland. I 2003 rejste han tilbage til Frankrig og tilbragte sine tre sidste sæsoner hos henholdsvis AC Ajaccio, US Créteil og Clermont Foot.

## Landshold
Diomède nåede at spille otte kampe for det franske landshold, der alle faldt i 1998. Debuten kom mod Spanien den 28. januar, og efterfølgende blev han af landstræner Aimé Jacquet udtaget til VM i 1998, hvor han på hjemmebane var med til at blive verdensmester.

## Titler
Ligue 1
- 1996 med AJ Auxerre

Coupe de France
- 1996 med AJ Auxerre

VM i fodbold
- 1998 med Frankrigs landshold